# Lemnalia africana
Lemnalia africana är en korallart som först beskrevs av May 1898.  Lemnalia africana ingår i släktet Lemnalia och familjen Nephtheidae. Inga underarter finns listade i Catalogue of Life.